# 紅音ほたる!満潮!絶好調!
『紅音ほたる!満潮!絶好調!』（あかねほたる!まんちょう!ぜっこうちょう!）は、インターネットテレビ「GyaO」の中のGyaOジョッキーで放送されていたバラエティ番組。21:00-22:00 2008年10月15日から放送開始。(第3水曜日放送だが事情により移動する。)

## 出演者
- 紅音ほたる
- ラブカップル

中田喜之

2009年2月から
- 増田香

## 概要
- 神戸敏行が紅音ほたるに惚れ込み誕生した番組。
- 紅音のAV女優時代の経験や知識を基に性に関する内容で構成されている。
- 増田は暴走しやすい2人のお目付け役として参加するようになる。
- 女性器名を発言する事が多い。第4回では大声で連呼した結果、GyaO上層部から叱られ以後自粛している。
- 男女の絡み(体位)を解説するための人形があるが結局は紅音と中田が実演する事が多い。

## 放送リスト
| 放送回 | 放送日         | ゲスト他           |
| 第1回  | 2008年10月15日 | 神戸敏行(ズラサン) |
| 第2回  | 2008年11月19日 | 神戸敏行           |
| 第3回  | 2008年12月17日 | 神戸敏行           |
| 第4回  | 2009年1月21日  | 麻生真里           |
| 第5回  | 2009年2月18日  | -                  |
| 第6回  | 2009年3月25日  | -                  |
| 第7回  | 2009年4月8日   | -                  |
| 第8回  | 2009年5月27日  | -                  |
| 第9回  | 2009年6月3日   | -                  |
| 第10回 | 2009年7月8日   | -                  |
| 最終回 | 2009年8月5日   | -                  |